# NGC 7715
NGC 7715 (również PGC 71878 lub UGC 12700) – galaktyka nieregularna (Im/P), znajdująca się w gwiazdozbiorze Ryb. Odkrył ją 4 listopada 1850 roku Bindon Stoney – asystent Williama Parsonsa. Wraz z sąsiednią NGC 7714, z którą oddziałuje grawitacyjnie, tworzy parę skatalogowaną jako Arp 284 w Atlasie Osobliwych Galaktyk.